# アレすけ
アレすけは、岡山県・香川県を放送対象地域とするTBS（JNN）系列の放送局であるRSK山陽放送（RSK）のマスコットキャラクターである。

## 概要
2006年6月1日に山陽放送のマスコットキャラクターとして登場。それまではプルルンを使用していた。名前の由来は社名の略称「RSK」の読み（あーるえすけい）をもじったものである。相棒はろくたん（下記参照）。
2008年1月にアレすけ・ろくたんのイメージソング「たったった アレすけ」を発表。ノリノリなBGMをバックにアレすけ・ろくたんが歌う。「たったったらら～～」などといったとてもシンプルな歌詞である。この曲は一時期、毎週日曜11:40(JST)の気象情報などで流れていた。プロモーションビデオもあり、決まった曜日と時間に放送していた。
ちなみに、ブラジルのジョークサイト「Charges.com.br」（英語）が製作したアニメ「トニン」（Tonin、ポルトガル語版）では、テーマソングの一つとして「たったったアレすけ」が使われている。このアニメは主人公であるブラジル人の少年がある日忍者と出会い、日本に渡って忍術を習得して悪と戦うという内容である。現在、第一弾から第四弾まで製作されている。
2008年12月にはイメージソング第2弾「エコヒーロー」を、2010年1月にも第3弾「アレすとれっち」を発表。年1曲ペースで楽曲が作られている。
なお、「たったった アレすけ」「エコヒーロー」などの楽曲はRSKと同じJNN系列局の毎日放送のらいよんチャンでもおなじみであるオカノアキラが作曲を手がけている（参照）。

## 外見
- 肌の色は黄色。
- 鱈子唇で目の形はアンテナ付きテレビの形。
- 服は「R」のマークが付いた白色。
- 手足とマフラーは赤色。

## プロフィール
※オフィシャルホームページより引用
- 出身地 宇宙の果てのRS星
- 年齢 たぶん、こども
- 性別 たぶん、男の子
- 好物 ラスクとレスカ

## ろくたん
ろくたんは、アレすけの相棒。名前は2006年11月のRSK夢フェスタまで明かされていなかった。アレすけより少し年上らしい（オフィシャルホームページより）。
外見はテレビの形をしており、耳は「6」の形をしている（名前も「ろくたん」であることから、RSKの地上デジタル放送のリモコンキーIDである「6」を意識していると思われる）。

## イメージソング
原則として毎年1月に、年ごとに更新され、PVは原則として毎日、RSKテレビにて放送されていたが、2013年は未だ発表されていない。
- 2008年1～12月「たったった アレすけ」
- 2008年 CM アレすけ音頭編
- 2008年12月～2009年「アレすけのエコヒーロー 6つのやくそく」
- 2010年「アレすとれっち」
- 2011年「アレすけかぞえ歌」
- 2018年 CM いいことあるあるＲＳＫ【アレすけバージョン】

## エピソード
- 2012年5月、「2012年ロンドンオリンピック バレーボール世界最終予選」をTBS系とフジ系で放送するに当り、その宣伝として、岡山・香川地域の民放局では知名度が良いOHK岡山放送（フジテレビ系列）のマスコット「OH!くん」と、TBS系局RSKの「アレすけ」の共演が初めて実現した。
- RSK所属のプロゴルファー渋野日向子は、ヘッドカバーにアレすけとろくたんをつけている。2019年8月に行われた「AIG全英女子オープン」にて優勝した際にテレビ中継[2]に何度も映ったため、日本全国だけでなく世界的に注目を集めた[3]。このヘッドカバーはぬいぐるみを基にRSKが仕立てあげたものだが、プロゴルフファンからある程度認知されていることもあり、製品化もされた。

## エリア他局のキャラクター
- ランちゃん（アナログ･デジタル共通）・よんちゃん坊や（地デジ） - 西日本放送
- スパーキー - 瀬戸内海放送
- ななちゃん - テレビせとうち
- OH!くん - 岡山放送

## JNN系列他局のキャラクター
- BooBo・Boona - TBSテレビ
- らいよんチャン - 毎日放送
- ころんちゃん → シェアシェア - CBCテレビ